# Sofija Jablonská
Sofija Ivanovna Jablonská (15. května 1907, Germaniv, nyní Tarasivka, okres Pustomytiv, Lvovská oblast – 4. února 1971, Noarmouth, Francie) byla ukrajinská a francouzská spisovatelka, novinářka, cestovatelka a fotografka.

## Životopis
Narodila se 15. května 1907 v obci Germaniv (nyní Tarasivka, okres Pustomyty ve Lvovské oblasti) v rodině kněze a lékaře Ivana Jablonského a jeho manželky Modesty (dcery otce Antona a Olimpie Ulvarských). Měla dvě sestry Marii (* 21. března 1898), která emigrovala do Austrálie, Olgu (* 22. května 1901), bratra Jaroslava (* 23. května 1900), který emigroval do Austrálie a Myrona (* 20. května 1903).
Sofija své rané dětství strávila na vesnici se svým otcem a chůvou Justinou. Podrobnosti o tomto období jejího života je popsána v knize Kniha Otce (vyšla posmrtně v roce 1977).
Na začátku první světové války v roce 1915 vzal Sofijin otec rodinu do Ruska, protože byl zarytý Moskvan. V Taganrogu Sofija navštěvovala střední školu. V roce 1921 se rodina Jablonských vrátila do vlasti, pouze bratr Myron zemřel v cizině na tyfus.

### Vzdělání
Sofija navštěvovala učitelský seminář a kurzy šití v Trudu, kde se seznámila s Olenou Kysilevskou, později vystudovala účetnictví a nastoupila na dramatickou školu, což jí otevřelo dveře do divadla, kde úspěšně debutovala. V roce 1922 nastoupila do prvního ročníku učitelského semináře. V letech 1922–1923 navštěvovala kurz podnikání pro ženy na Národní obchodní akademii ve Lvově (Panstwowa Akademia Handlu we Lwowie). V letech 1924–1925 studovala herectví na dramatické škole. V roce 1926 se věnovala filmové distribuci, řídila dvě kina v Ternopilu, spolupracovala s malířem Romanem Turinem.

### Procestovat svět
Od roku 1927 studovala techniky dokumentární tvorby v Paříži, kde se spřátelila se Stepanem Levynským, ukrajinským spisovatelem, cestovatelem a diplomatem, kterého fascinovala východní kultura. V bohémském prostředí francouzských umělců ji zaujaly myšlenky cestování do exotických zemí.
V prosinci 1928 se vydala na svou první dlouhou cestu do severní Afriky, do Maroka. Casablanca - Marrákeš – Magador - Tarudan - Agadir. Tuto trasu Sofija absolvovala za čtyři měsíce.
Sofija strávila léto a podzim 1929-1930 ve městě Krynica-Zdrój, což bylo známé letovisko (dnes v Polsku). Tam si spolu s matkou Modestou pronajaly penzion a pronajímaly pokoje rekreantům. Tato malá firma vydělávala peníze.
V prosinci 1931 podepsala smlouvu s Optorg Junan-Fu na vytvoření dokumentárních esejů a cestovala po celém světě. Přes Port Said, Džibutsko, Cejlon až po Francouzskou Indočínu navštívila Laos, Kambodžu, provincii Yunnan (Čína), Siam, Malajské souostroví, Jávu a Bali, Tahiti, Austrálii a Nový Zéland, Severní Ameriku (USA a Kanada).
Po cestě kolem světa přijela v lednu 1935 Sofija Jablonská do Krynice a navštívila matku, sestru a bratra. Pořádala kreativní setkání a veřejné přednášky. Společnost žen školy Tarase Ševčenka zvala Sofii, aby promluvila před studenty vyšších ročníků.
Ženský tisk - časopisy Nová chata (Nový dům) a Žynoča Dolja (Ženský osud) - pravidelně uveřejňoval zprávy o cestách Sofie Jablonské. Její postava byla v té době populární mezi feministickou mládeží v Galicii.
V roce 1939 Sofija naposledy přijela do Galicie, kde měla čas vidět rodinu a přátele. V červenci navždy opustila ukrajinskou zemi. Několik měsíců žila v Paříži a 29. září 1939 dorazila do Indočíny.
Dne 29. října 1939 spáchal otec Sofija Jablonské otec Ivan Jablonskij sebevraždu poté, co se dozvěděl o sovětské okupaci a anexi Haliče. Už zažil bolševický režim v Rusku v letech 1918-1921.
Patnáct let žila Sofija v Číně, kde se seznámila a provdala se za Francouze Jeana Udena. Porodila a vychovala tři syny: Alana, Danka Mišela a Žaka Mirka. Nejstarší syn, Alan, byl vojenský lékař, který zemřel v roce 1961 v alžírské válce. Nejmladší syn Žak Mirko Uden Jacques Oudin (homme politique) byl ve Francii známým politikem, dvakrát byl zvolen senátorem, sloužil dvě období ve finančním výboru země, měl právnický titul, rytíř Čestné legie, rytíř z Palmes academiques, vyznamenán Řádem za zásluhy o zemědělství.
V roce 1946 se rodina vrátila do Evropy a usadila se nejprve v Paříži. Během tohoto období Sofija utrpěla několik těžkých ztrát: v roce 1946 zemřel Stepan Stepan Levynskyj, poté tragická smrt sestry Olgy, poté smrt matky, v roce 1955 truchlila nad tragickou smrtí svého manžela Jeana Udena. Po všech ztrátách Sofija opustila Paříž a odcestovala na ostrov Noirmouth u atlantického pobřeží Francie. Osud jí dopřál setkání s Martou Kalitowskou, která se stala její věrnou přítelkyní a pomocnicí. Sofija Jablonská na ostrově Noarmouth postavila několik vil podle vlastního projektu. V architektuře používala jednoduchý vendéeský styl. Po návratu k literární tvorbě napsala paměti „Rozhovor s otcem“, ve kterých se dotkla svého dětství a celé své rodiny.
Zemřela ve Francii při autonehodě na cestě do Paříže v roce 1971, bylo jí 63 let.
Marta Kalitowska upravila, přeložila do francouzštiny a posmrtně vydala knihy Sofie Jablonské: L'Année ensorcelée, Les Horizons lointains (1972), Le charme du Maroc (1973), Mon enfance en Ukraine (1981), Au pays du riz et de l'opium (1986) a v ukrajinštině Dvě míry, dvě stupnice 1972.

## Umění
Autorka sbírky epických děl: Kouzlo Maroka (1932), Ze země rýže a opia (1936), Vzdálené obzory (1936 a 1939), sbírka esejů a povídek Dvě váhy - dvě míry (1972), knihy memoárů', Kniha Otce. Z mého dětství (1977, Edmonton).
Všechny publikace obsahovaly autorčiny fotografie, které ilustrovaly život a kulturu exotických zemí a národů.
Vybrané edice
- Jablonská S., Kouzlo Maroka. Lvov, 1932 odkaz
- Jablonská S., Dálné obzory. Lvov, 1939. 169 s.
- Jablonská S., Dvi vahy – dvi miry. Příběhy a eseje. Paříž, 1972. 105 s.
- Jablonská S., Kniha o mém otci: Z mého dětství. Edmonton - Paříž: Slovo, 237 s. odkaz

### Posmrtné publikace
- Sofija Jablonská. Kniha o otci. Boguslavkniga, 2015. 272 s.
- Sofija Jablonská. Kniha o otci odkaz
- Sofija Jablonská. Kouzlo Maroka. Ze země rýže a opia. Daleki obriji: Podorožni narysy / předmluva, red. Vasyl Gabor. Lvov: vyd. "Pyramida", 2015. 372 s.
- Sofija Jablonská. Foto / Sofija Jablonská. Fotografie. Knihovna ukrajinského umění, vyd. Oleksandr Savčuk, Kyjev-Charkov, 2017. 128 stran, 107 ilustrací odkaz
- Sofija Jablonská. Dálné obzory. Kyjev: Rodovid, 2018. 336 s. (Artbook) odkaz
- Sofija Jablonská. Ze země rýže a opia. Kyjev: Rodovid, 2018. 240 s. (Artbook) / odkaz
- Sofija Jablonská. Kouzlo Maroka. Kyjev: Rodovid, 2018. 192 s. (Artbook) / odkaz
- Sofija Jablonská. Dopisy z Paříže. Dopisy z Číny. Lvov: "Pyramida", 2018. 368 s. / odkaz

### Práce ve francouzštině
L'Année ensorcelée, Les Horizons lointains (1972), Le charme du Moroc (1973), Mon enfance en Ukraine (1981), Au pays du riz et de l'opium (1986), všechna díla přeložila do ukrajinštiny Marta Kalitowska.
Své cestovatelské reportáže publikovala v časopisech Women's Fate a New House, My and the World, Towards, Business, New Ways.